# Balthazar (fornavn)
 For alternative betydninger, se Balthazar. (Se også artikler, som begynder med Balthazar)
Balthazar (også stavet Balthasar, Balthassar eller Baltazar), fra Fønikisk 𐤓𐤅𐤔𐤅-𐤓𐤀𐤔-𐤕𐤀𐤋𐤀𐤁 Balat-shar-usur, der betyder "Baal beskytter Kongen" er det navn som almindeligvis er navnet på en af de helligtrekonger, i hvert fald i vesten. Det er en alternativ form af den babylonske konge Belshazzar, nævnt i Daniels bog.
Personer med fornavnet
- Balthazar Alvarez (1533–1580) - spansk katolsk mystiker
- Balthasar Bekker (1634–1698) - hollandsk filosof
- Baldassare Castiglione (1478–1529) - italiensk renæssance forfatter
- Baltasar Corrada del Río - puertoricansk politiker
- Balthasar Eggenberger (??–1493) - østrigsk entreprenør og financier i Det tysk-romerske Rige
- Baltasar Garzón - spansk dommer
- Balthasar Gérard - myrder William I of Orange
- Balthazar Getty - amerikansk skuespiller
- Baltasar Gracián y Morales (1601–1658) - spansk barok prosaskiver
- Hans Urs von Balthasar (1905–1988) - schweizisk, romerskkatolsk teolog og præst
- Balthasar Hubmaier - tysk anabaptist leder
- Balthazar Klossowski de Rola (1908–2001) - artisten Balthus' fødselsnavn
- Baltasar Lopes da Silva - skribent fra Cape Verde
- Balthazar P. Melick - grundlægger af Chemical Bank
- Baltazar Maria de Morais Júnior - brasiliansk fodboldspiller
- Balthasar Ferdinand Moll (1717–1785) - barok skulptør
- Balthasar de Monconys (1611–1665) - fransk magistrat
- Balthasar Neumann (1687–1753) - tysk ingeniør og arkitekt
- Balthasar Oomkens von Esens - 16. århundredes frisisk rebel (to af hans brødre var navngivet Caspar og Melchior)
- Balthasar Russow - estonisk chronicler
- Balthazar Willard, artist og skaber af mind-painting
- Baltazar Téllez (1596–1675) - jesuitisk historiker (Ethiopien)
- Balthazar Johannes Vorster - sydafrikansk premierminister og præsident